# Terumasa Hino
Terumasa Hino (Tokyo, 25 ottobre 1942) è un trombettista giapponese di musica jazz.

## Discografia
- alone,alone and alone (1967, Columbia Records)
- Hi-Nology (1969, Takt)
- Journey To Air (1970, Canyon)
- Alone Again (1970, Takt)
- Vibrations (1971, Enja)
- Fuji (1972, Enja)
- Taro's Mood (1973, Enja)
- Live (1973, Three Blind Mice)
- Into Eternity (1974, Columbia Records)
- Speak To Loneliness (1975, East Wind)
- Live In Concert (1975, EastWind)
- Wheat Stone (1975, EastWind)
- May Dance (1977, Flying Disk)
- Live Under The Sky (1977, Flying Disk)
- Hip Seagull (1977, Flying Disk)
- Le Chanson D'Orphee (1978, RCA Records)
- Terumasa Hino (1986, Denon)
- Bluestruck (1990, Blue Note)
- From The Heart (1991, Blue Note)
- Warsaw Jazz Festival 1991 (1993, Jazzmen)
- Unforgettable (1993, Blue Note)
- Triple Helix (1994, Enja)
- Spark (1994, Blue Note)
- With Kikuchi Acoustic Boogie (1996, Blue Note; collaboration with Masabumi Kikuchi)
- Live In Warsaw (1996, Who's Who In Jazz)
- Into The Heaven (2000, Columbia Records)